# Canot à glace
 (décembre 2024).
Anciennement un moyen de transport essentiel en hiver, liant entre elles les deux rives et les îles du fleuve Saint-Laurent, au Québec, le canot à glace est aujourd'hui un loisir et une épreuve de compétition haute en couleur, approchant le sport extrême.
La pratique du canot à glace sur le fleuve Saint-Laurent a été désignée comme élément du patrimoine immatériel.

## Fréquence
Le canot à glace trouve naissance et se pratique au Québec, dans le fleuve Saint-Laurent, et parfois aussi en Ontario dans les Grands-Lacs.  Probablement du fait de l'Histoire, de la géographie et des conditions particulières au fleuve Saint-Laurent, il ne semble pas y avoir de pratique de ce sport ailleurs dans le monde, dans les pays scandinaves ou slaves par exemple.  Le plus important événement de canot à glace est sans doute la course du Carnaval de Québec, qui, lors de sa 70e édition en février 2024, a rassemblé plus de 60 équipes réparties en deux catégories principales : élite (homme et femme) et sport.

## Canotiers
Entre deux et trois cents canotiers pratiquent ce sport dans la région de Québec et des îles en aval (2007).  Il y a aussi des équipes d'ailleurs au Québec (Rimouski, Sorel, etc.).  On compte, en outre, des équipes provenant de l'extérieur du Québec, dont (2006) une équipe de Calgary, une de Chicago et une autre de France.  Depuis le 22 juin 1984, l'Association des coureurs en canot à glace du Québec (ACCGQ) regroupe les canotiers, règlemente la pratique compétitive et promeut le sport.

## Canots

### Matériaux
Les canots, anciennement fait en bois, sont aujourd'hui fabriqués en résine d'époxy coulée sur une matrice de fibre de verre encadré par une armature interne métallique.  La fibre de carbone et le kevlar sont parfois employés, bien que le prix de ces matériaux ainsi que des poids minimums règlementaires dissuadent leur utilisation étendue chez les équipes de course.

### Dimensions

#### Masse
La masse à vide de l'embarcation varie typiquement entre 100 et 160 kg, avec des cas extrêmes de 84 et 168 kg.  Les minimums règlementaires sont de 102,3 kg (équipes féminines) et 113,6 kg (équipes masculines ou mixtes).

#### Longueur
La longueur hors tout (règlementaire, poignées exclues) varie de 6,0 à 8,6 m.

#### Largeur
La largeur minimale (règlementaire) extérieure est de 87,63 cm mesurée à 15,5 cm du fond et une largeur minimale (règlementaire) au niveau des plats-bords de 122 cm.

### Modèles
On recense huit grandes familles de modèles, chacune basée sur une conception de moule.
| Modèle        | Versions     | Nombre recensés | Plage de masse à vide (kg) | Plus vieux | Plus récent |
| ------------- | ------------ | --------------- | -------------------------- | ---------- | ----------- |
| Boréal Design | S            | 3               | [136 ; 136]                | 2005       | 2006        |
| Capelan       | S            | 47              | [102 ; 152]                | 1999       | 2006        |
| Épaulard      | S, M         | 23              | [103 ; 143]                | 1987       | 1998        |
| Gilbert       | S            | 1               | [116 ; 116]                | 1990       | 1990        |
| Lachance      | S            | 2               | dnd                        | 1997       | 1999        |
| Narval        | S, M         | 2               | [117 ; 128]                | 1991       | 1991        |
| Rorqual       | S, I et II   | 4               | [113 ; 168]                | 1998       | 2002        |
| Sardine       | S, M, I à IV | 15              | [84 ; 134]                 | 1987       | 1999        |

Légende :
- S : modèle standard
- M : modèle modifié
- III : numéro de version
- dnd : donnée non-disponible

## Techniques

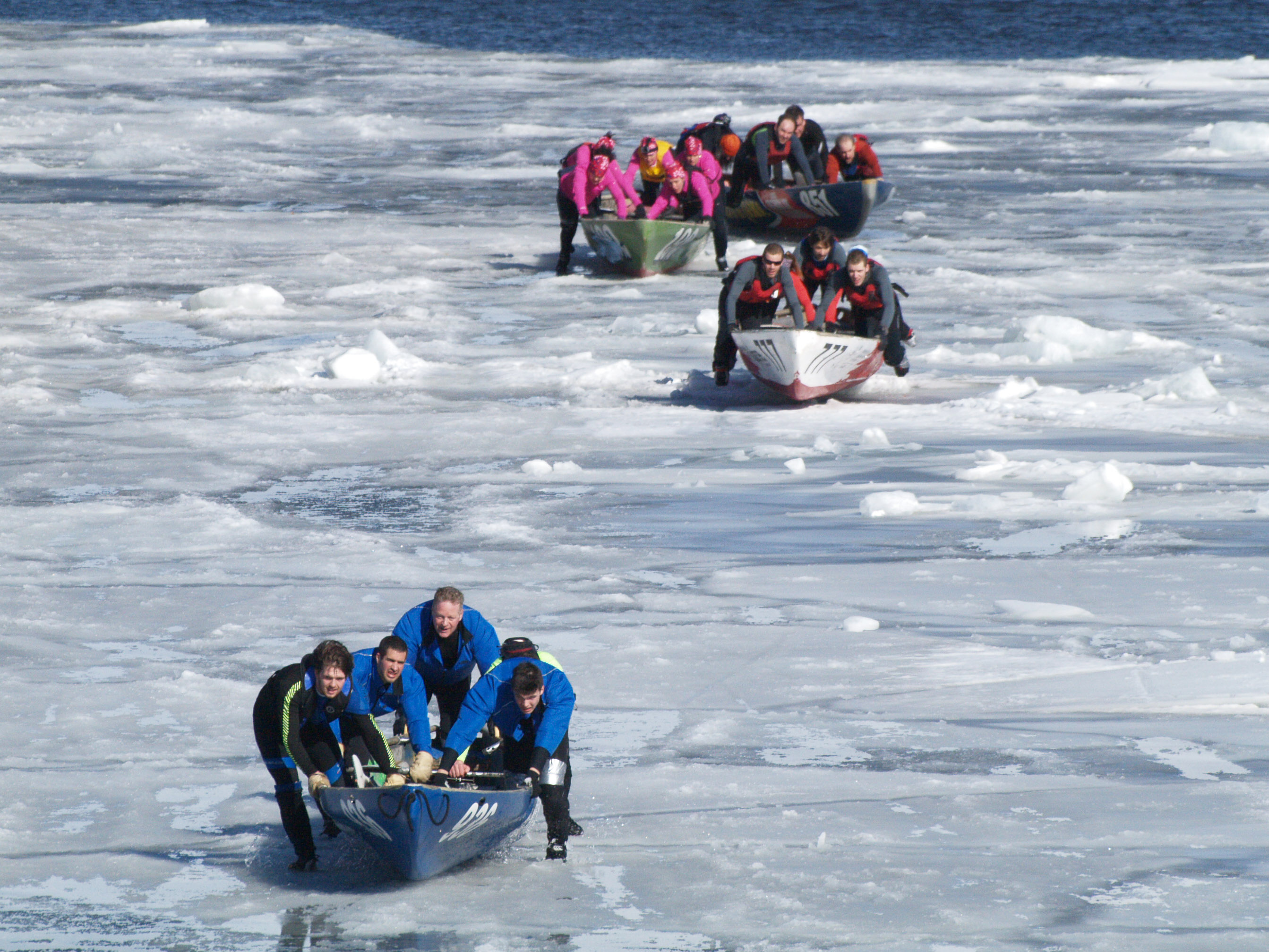
Déplacement "à la trottinette" (Défi canot à glace Montréal, 2014)

Affrontant le froid, contre vents et marées, à travers les glaces et le frasil dans des conditions de courants capricieuses, les canotiers à glace mènent leur embarcation tantôt à la rame, tantôt à la « trottinette », ou encore en « danseuse »[pas clair], ou bien une combinaison de ces positions de base.